# 沃旭能源
沃旭能源（丹麥語：Ørsted A/S），原名丹能（丹麥語：DONG Energy A/S），沃旭能源總部位於丹麥，前身為丹麥石油與天然氣公司（DONG Energy），自2017年11月6日改為現名「沃旭」（Ørsted）。以股票代號「Orsted」於哥本哈根證券交易所掛牌上市，是丹麥最大的能源公司，也是全球最大的海上風電開發商，截至2020年佔全球風機容量29%，其 88% 的能源來自可再生能源。該公司的目標是2040年實現零碳排放。 自 2019 年以來，該公司在全球100指數中被評為最具永續性的能源公司，2017年營收達到86.72億歐元（約2,844億新台幣）。

## 歷史
Ørsted 起源於丹麥國有公司 Dansk Naturgas 。 該公司成立於 1972 年，旨在管理北海丹麥地區的天然氣和石油資源。 幾年後該公司更名為 Dansk Olie og Naturgas (DONG)，意思是丹麥石油和天然氣公司。 2000 年代初，DONG 開始將擴展到電力市場。 2005 年DONG 收購併合併了丹麥電力生產商 Elsam 和 Energi E2 以及公共配電公司 NESA、Københavns Energi 和 Frederiksberg Forsyning。 合併創建了DONG ENERGY (東能源)。
2002 年，東能源的前身 Elsam 安裝了 160 MW Horns Rev 海上風電場，這是世界上第一個大型海上風電場。
2013 年，DONG Energy 耗資13.5 億歐元完成了位於 Kattegat Anholt 島附近的 400 MW 海上風電場的建設。

## 發展
Ørsted 是丹麥最大的電力生產商，其電力生產市場份額為 49%，熱生產市場份額為 35%。它還在德國、瑞典、荷蘭、挪威和英國擁有電力生產設施和項目。
Ørsted 是世界上最大的海上風電場公司，市佔為 16%。 Ørsted 在 2016 年建置超過了 1,000 台海上風力渦輪機。在丹麥營運 209 MW Horns Rev 2 海上風電場。在英國經營 Barrow 和 Burbo Bank 海上風電場，並將建造 Walney 和 Gunfleet Sands I 和 II 風電場。此外它正在建設世界上最大的風電場，即 1,200 MW Hornsea 1 和 1,386 MW Hornsea 2。在美國有 Bay State Wind 海上風電場、紐澤西州大西洋城附近的大西洋海岸開發海上風電場 Ocean Wind。加拿大則有 Haida Energy Field 海上風電場的合作計畫。 在荷蘭開發 Borssele 1 和 2 風電場。

## 沃旭能源（台灣）
2016年於台北設立亞太區總部，並且參與台灣離岸風電第二期「大彰化離岸風力計畫」。
2022年5月17日，沃旭能源與台灣大三商行運股份有限公司於台中港舉行全球首艘客製化台灣籍運維作業船（Service Operation Vessel, SOV）「大三商領航」號的啟航典禮，將投入大彰化風場。運維作業船總長85.48公尺、寬19.5 公尺、最大吃水深度5.6 公尺。
沃旭能源股份有限公司
統一編號：43850240 , 登記機關：臺北市政府 , 登記現況：核准設立 , 地址：臺北市信義區松智路1號19樓 , 資料種類：公司 ,  核准設立日期 ：1050527 , 核准變更日期：1070615

## 外部連結
- 沃旭網站 （页面存档备份，存于）